# Artur Steinwenter
Artur Steinwenter   (Maribor, 17 de maig de 1888 - Graz, 14 de març de 1959) va ser un historiador del dret austríac. Era el fill de l'historiador Arthur Steinwenter.